# Заместитель начальника Сил обороны (Австралия)
Заместитель начальника Сил обороны (VCDF) (англ. Vice Chief of the Defence Force) — офицерская воинская должность в Силах обороны Австралии. Является заместителем Начальника Сил обороны и исполняет обязанности последнего в его отсутствие в соответствии с постоянно действующим порядком.

## Обязанности
На данную должность, созданную в 1986 году, назначается трёхзвёздный офицер Сил обороны Австралии (Генерал-лейтенант, Маршал авиации или Вице-адмирал). В круг его постоянных обязанностей входят: Совместная доктрина, обучение, подготовка и оценка; Совместная логистика; Политика резерва; Совместные возможности, обязательства и концепции. Выполняя обязанности Начальника Сил обороны, VCDF участвует в работе Комитета национальной безопасности кабинета министров (NSCC) и Комитета секретаря по национальной безопасности (SCNS).
До сентября 2007 года VCDF одновременно был Начальником совместных операций (CJOPS). В этой роли он командовал операциями Сил обороны Австралии от имени главнокомандующего Силами обороны. В сентябре 2007 года министр обороны Брендан Нельсон объявил о создании отдельной трёхзвёздной должности CJOPS, базирующейся в штаб-квартире Объединенного оперативного командования (HQJOC) в Бунгендоре, Новый Южный Уэльс.

## Назначение на должность
Назначение производится Генерал-губернатором по рекомендации его/ее министров в соответствии с разделом 9AA Закона об обороне (1903) и назначается на фиксированный срок в четыре года, номинально ротируемый между тремя видами войск - Армией Австралии, Королевскими ВВС Австралии и Королевским ВМФ Австралии; однако на практике это не так (из четырнадцати назначенцев четверо были из армии, семь - из ВМФ и три - из ВВС), и назначение производится на более или менее длительный срок. Эта должность является политически нейтральной, как и все военные должности, и на нее не влияет смена Правительства Австралии.

## Группа VCDF
Заместитель Начальника Группы сил обороны отвечает за предоставление консультаций и планирование военно-стратегических эффектов и обязательств, совместное военно-профессиональное образование и обучение, материально-техническую поддержку, медицинскую поддержку, политику в отношении кадетов и резерва Сил обороны, координацию совместных возможностей, управление готовностью, а также совместную и объединенную доктрину Сил обороны.
Отдел военно-стратегических обязательств (MSCD) предоставляет и координирует стратегические консультации Сил обороны для трех видов войск и совместные стратегические консультации для Правительства Австралии (включая Штаб Объединенного оперативного командования и Группу по оборонной стратегической политике и разведке (SP&I)) и ситуационную осведомленность о текущих и потенциальных обязательствах Сил обороны. Начальник отдела военно-стратегических обязательств также отвечает за работу Следственной службы Сил обороны Австралии (ADFIS), стратегические коммуникации, стратегическое реагирование на кризисы, парламентскую программу Сил обороны Австралии и взаимодействие с Организацией Объединенных Наций и другими партнерами по коалиции.
Отдел военно-стратегических планов (MSPD) обеспечивает стратегическое планирование, увязывая политику и оперативные мероприятия.
Отдел интеграции сил (FID) отвечает за проектирование, разработку, интеграцию и координацию совместных боевых возможностей Сил обороны, включая информационные системы, операции, основанные на эффектах, и борьбу с СВУ.
Отдел проектирования сил отвечает за обеспечение руководства и планирование будущего проектирования объединенных сил, требований и возможностей Сил обороны.

## Назначения
В следующем списке в хронологическом порядке перечислены лица, занимавшие должность Заместителя начальника Сил обороны. Звания указаны по состоянию на момент завершения срока полномочий.
| Номер | Портрет | Имя (Годы жизни)                             | Вступил в должность | Дата отставки    | Вид войск                 |
| ----- | ------- | -------------------------------------------- | ------------------- | ---------------- | ------------------------- |
| 1     |         | Маршал авиации Рэй Фаннел (род. 1935)        | 6 июня 1986         | Январь 1987      | Королевские ВВС Австралии |
| 2     |         | Вице-адмирал Ян Нокс (род. 1933)             | Январь 1987         | 16 сентября 1989 | Королевский ВМФ Австралии |
| 3     |         | Вице-адмирал Алан Бомонт (1934—2004)         | 16 сентября 1989    | Октябрь 1992     | Королевский ВМФ Австралии |
| 4     |         | Генерал-лейтенант Джон Бейкер (1936—2007)    | Октябрь 1992        | Апрель 1995      | Армия Австралии           |
| 5     |         | Вице-адмирал Роберт Уоллс (род. 1941)        | Апрель 1995         | Март 1997        | Королевский ВМФ Австралии |
| 6     |         | Вице-адмирал Крис Барри (род. 1945)          | Март 1997           | 3 июля 1998      | Королевский ВМФ Австралии |
| 7     |         | Маршал авиации Дуглас Райдинг (род. 1943)    | 3 июля 1998         | 5 июня 2000      | Королевские ВВС Австралии |
| 8     |         | Генерал-лейтенант Десмонд Мюллер (род. 1943) | 5 июня 2000         | 15 июля 2002     | Армия Австралии           |
| 9     |         | Вице-адмирал Рассел Шалдерс (род. 1951)      | 15 июля 2002        | 4 июля 2005      | Королевский ВМФ Австралии |
| 10    |         | Генерал-лейтенант Кен Гиллеспи (род. 1952)   | 4 июля 2005         | 3 июля 2008      | Армия Австралии           |
| 11    |         | Генерал-лейтенант Дэвид Хёрли (род. 1953)    | 3 июля 2008         | 3 июля 2011      | Армия Австралии           |
| 12    |         | Маршал авиации Марк Бинскин (род. 1960)      | 3 июля 2011         | 30 июня 2014     | Королевские ВВС Австралии |
| 13    |         | Вице-адмирал Рэй Григгс (род. 1961)          | 30 июня 2014        | 5 июля 2018      | Королевский ВМФ Австралии |
| 14    |         | Вице-адмирал Дэвид Джонстон (род. 1962)      | 5 июля 2018         | Настоящее время  | Королевский ВМФ Австралии |